# Muehlenbeckia nummularia
Muehlenbeckia nummularia är en slideväxtart som beskrevs av Hugo Gross. Muehlenbeckia nummularia ingår i släktet sliderankor, och familjen slideväxter. Inga underarter finns listade i Catalogue of Life.